# Calanthemis morettoi
Calanthemis morettoi är en skalbaggsart som beskrevs av Karl Adlbauer 2005. Calanthemis morettoi ingår i släktet Calanthemis och familjen långhorningar. Inga underarter finns listade.